# Esperantist
Esperantist je osoba koja poznaje i koja se služi međunarodnim umjetnim jezikom esperantom. 
Na prvom svjetskom esperanto-kongresu u Boulogne-sur-Mer, u Francuskoj, 1905., donijeta je rezolucija o esperantizmu u kojoj se kaže da svaka osoba koja se služi esperantom bez obzira na razlog zbog kojeg to čini, naziva se esperantistom.
Točan broj esperantista u svijetu teško je utvrditi, jer veliki broj esperantista nisu članovi neke esperanto udruge, ali računa se da je broj govornika između 100 tisuća i milijun osoba.
Pored toga velika je razlika u nivoima poznavanja jezika kod različitih govornika: nivo može varirati od početničkog, na kojem se mogu reći samo osnovni pojmovi i koji razumiju pisani i govorni esperanto, pa do onih koji se služe tečno esperantom i onih kojima je esperanto materinski jezik.